# ヒートアイランド
ヒートアイランド（「熱の島」英語: urban heat island, UHI）とは、都市部の気温がその周辺の郊外部に比べて高温を示す現象。住民の健康や生活、自然環境への影響、例えば夏季は熱中症の増加や不快さの増大、冬季は感染症を媒介する生物の越冬が可能になることが挙げられ、問題視されている。
都市化が進むほど、ヒートアイランドも強まり、高温の長時間化や高温域の拡大が起こる。ただ巨大都市に限ったものではなく、人口数千人から数万人と規模の小さな都市でも小規模ながら発生する。また、各都市の地勢や気候によっては、風下の郊外部にも高温化が波及することがある。
「ヒートアイランド」という語は英語からきており、直訳すると「熱の島」であるが、これは気温分布を描いたとき、等温線が都市を中心にして閉じ、ちょうど都市部が周辺から浮いた島のように見えることに由来する。日本語に訳す場合は都市温暖化または都市高温化とされる。

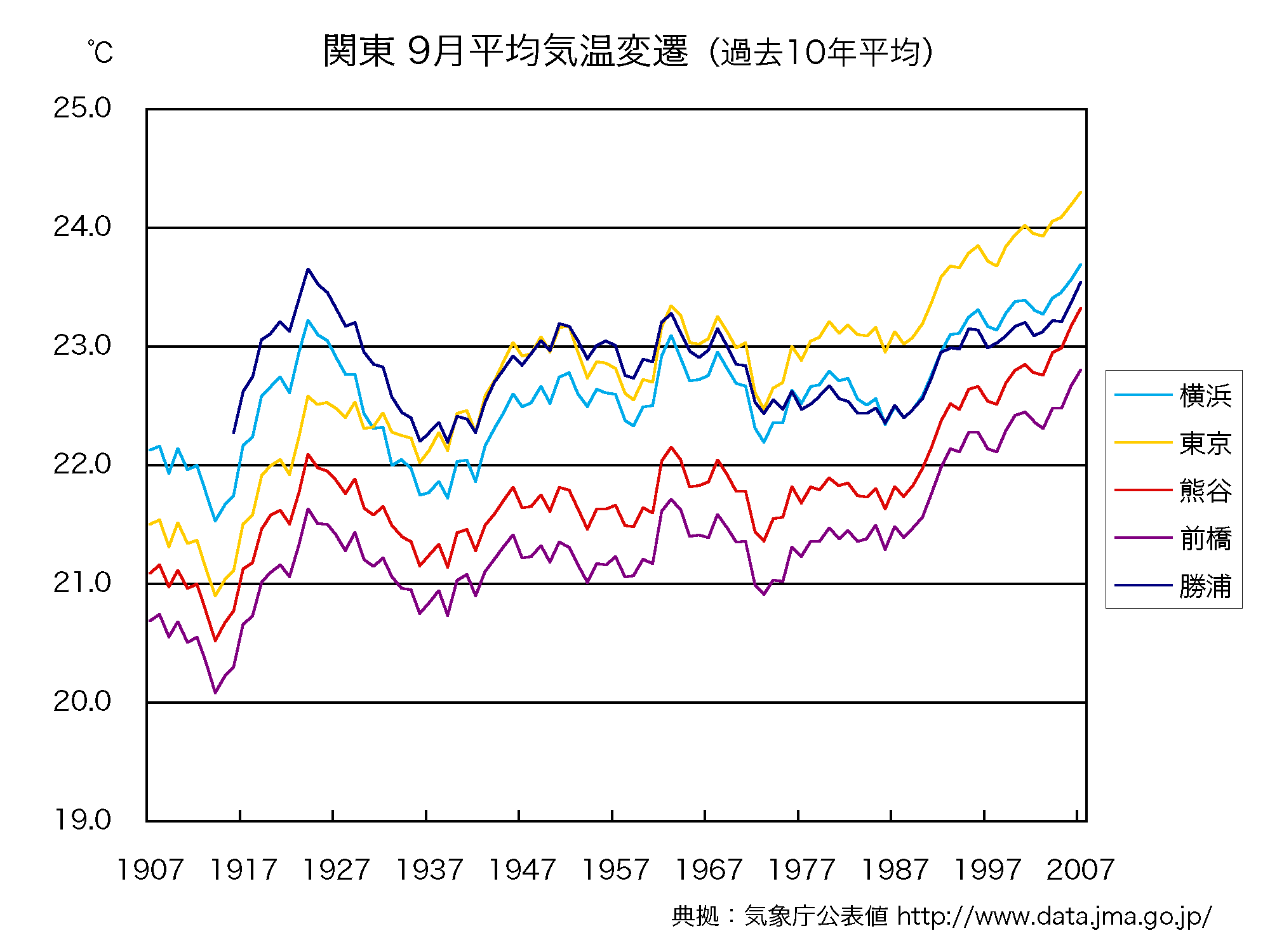
関東地方各都市の9月平均気温の推移。都市規模が大きくヒートアイランドが進行している東京や横浜と、相対的に小さな都市で上昇ペースに差が表れている。

日本の5都市とその郊外の日最低気温年平均値とその推移。ヒートアイランドによる気温差は最高気温より最低気温に顕著に現れる。

## 研究
都市は、郊外に比べて高温・乾燥で独特の風系を有する傾向にある。こうした都市特有の気候を気候学においては都市気候と呼び、これを研究する都市気候学や都市環境学などの学術分野がある。それらの中でも、ヒートアイランドは主要なテーマとされる現象の1つである。
「都市の気温が郊外に比べて上昇している」ことが初めて発見されたのは、1810年代のロンドンとされている。イギリスの科学者・気象研究者であったルーク・ハワードは、当時産業革命により著しく発達していたロンドンの気温が、周辺地域よりも高くなってきていることを発見した。これ以降、欧米を中心に世界各地の大都市で気温上昇が観測されるようになり、やがて"Urban Heat Island"と呼ばれるようになった。
日本では、初期の研究として福井・和田(1941)による東京市（当時）郊外と都心の観測報告があり、現在の練馬区にあたる郊外と都心とで5℃の気温差があったという。その後1950年代から1960年代にかけて、気温分布など都市特有の気候を研究する論文がいくつか発表されている。ただし、ヒートアイランドという言葉が一般に知られるようになったのは、大きく報道された1970年代からである。
ヒートアイランドは現在世界中の都市で観測されており、日本でも最大規模のヒートアイランドが起こっている東京をはじめとして、その深刻化が問題となっている。特に、今後はアジアの都市での深刻化が懸念されている。

## 観測と評価

### 観測・評価の方法
| 都市   | 1980年  | 2010年  |
| 仙台   | 31時間  | 90時間  |
| 東京   | 168時間 | 360時間 |
| 名古屋 | 227時間 | 434時間 |

ヒートアイランドは厳密には、「都市が無かった場合に推定される気温よりも実際の気温が高い状態」である。調べ方には、気象台やアメダスなどでの定点気象観測のデータをもとにした統計と、数値予報モデルによる推定の2通りがある。
ふつう、都市化の前後を含めた長期のデータにより、都市部と郊外部の気温変化を比較することで、ヒートアイランドの進行状況をみる。平均気温、月平均の最高および最低気温のほか、夏日、真夏日、猛暑日、熱帯夜、冬日などの日数の変化も、間接的に気温の変化を表すデータであり有効とされている。なおヒートアイランドの評価においては、「N年前よりもX℃上昇した」のように絶対的な気温変化ではなく、「N年前との比較で地点Aよりも気温上昇がX℃大きかった」のような郊外部との比較を行うのが適切であるが、これは地球温暖化などによる広域的な気温変化の影響を取り除くためである。
一方、定量的な指標ではないが、初雪、初霜、初氷、雪日数といった季節現象、桜の開花、紅葉、セミの初鳴きといった生物季節の変化もヒートアイランドの影響を知る手がかりとして用いられることがある。
定点気象観測より小さい間隔の観測として、近年広く用いられているのがリモートセンシングである。センサーを搭載した人工衛星により、都市とその周辺部の表面温度を観測するもので、低コストで効果的にデータを得ることが可能である。

### 実際の例
| |           |           |           |           |           |           |
| | 冬（2月） | 冬（2月） | 冬（2月） | 夏（8月） | 夏（8月） | 夏（8月） |
| 平均 | 最高      | 最低      | 平均      | 最高      | 最低      |           |
| 札幌 | 3.5       | 1.4       | 6.1       | 1.2       | -0.3      | 2.8       |
| 東京 | 4.6       | 2.5       | 6.0       | 1.7       | 0.8       | 2.5       |
| 名古屋 | 3.7       | 2.1       | 4.6       | 2.4       | 0.9       | 3.3       |
| 大阪 | 3.9       | 3.6       | 4.2       | 2.5       | 2.4       | 3.7       |
| 福岡 | 4.0       | 3.0       | 5.6       | 2.4       | 1.4       | 3.8       |
| ※ | 2.3       | 1.9       | 2.4       | 0.9       | 0.4       | 1.3       |
| ※:都市化の影響が小さい網走、寿都、根室、石巻、山形、水戸、銚子、伏木、長野、飯田、彦根、境、浜田、宮崎、多度津、名瀬、石垣島の17地点平均値 |           |           |           |           |           |           |

ニューヨーク、パリ、ベルリンなど世界各地の都市で世界平均気温よりも大きな割合での気温上昇、つまりヒートアイランドを示す気温上昇が観測されている。なお、ニューヨークやパリは100年あたり約2℃、ベルリンは同約2.5℃であるのに対して、東京は同約3℃であり、世界的にも速いペースで上昇している。なお別の研究によれば、サンフランシスコ、ボルティモア、上海は10年あたり0.2℉（約0.11℃）、ワシントンD.C.は同0.4℉（約0.22℃）、東京は同0.6℉（約0.33℃）であるが、ロサンゼルスやサンディエゴでは同0.8℉（約0.44℃）と更にペースが速い。
なお、平均値を示した右表とは異なる年間最大値ではあるが、北アメリカや日本の研究報告では人口数千人から数万人程度の都市・集落でも郊外との気温差は最大時で2 - 7℃ほどあるとされている。
研究初期、Chandler(1967)は規模の異なる2都市での観測から都市の規模よりも建物の密度の方が重要な因子であるとしたが、Oke(1973)は別の観測から都市の人口とヒートアイランドの強度は対数比例の関係にあるとし、Chandlerの説を覆した。後の複数の研究でも、きれいな対数比例にならないとする研究もあるものの、多くは都市の人口規模がヒートアイランドの強度と関係していることを示している。
ここからは主に日本の例を解説する。観測データを基にした気象庁の調査では、東京を中心とする都市圏と内陸側の都市（前橋・熊谷など）、京阪神、名古屋と内陸側の都市（岐阜など）、札幌、仙台、福岡が顕著な例として挙げられている。右表がその値であるが、主要都市は軒並み郊外に比べて顕著な気温の上昇を観測している。
留意すべき点として、気温の上がり方は夏や昼間よりも夜間や冬場の方が著しいことが挙げられる。顕著な影響として熱中症の増加がみられることから夏の最高気温が高くなるイメージがもたれやすいが、それとは逆の傾向である。右表では夏の最高気温は1 - 2℃の上昇にとどまる一方で、夏の最低気温は2 - 4℃上昇しており、夜間の涼しさの方が弱くなる。つまり、真夏日よりも熱帯夜の増加が著しい。またどの都市でも、夏季よりも冬季のほうが差が大きく現れ、特に高緯度の寒冷地では顕著である。
例えば、東京では1920年代は年間70日程度観測されていた冬日が2000年代には年間数日程度に激減し、同じく熱帯夜の日数は3倍以上に増加している。ちなみに東京での熱帯夜は、観測史上最も暑い夏になった2010年が最多で56日、次いで2011年と2012年が49日を数え、平年の27.8日を大きく上回っている。真夏日に関しても2010年（平成22年）が最も多く、71日に達した（平年は48.5日）。一方で冬日は、寒冬になった2006年、2012年でさえそれぞれ、9日と6日にしかならなかった。記録的な暖冬になった1989年、1993年、2004年、2009年は1日も観測されなかった。冬季の気温差が大きい例としては札幌、旭川、帯広などの北海道内陸部の主要都市が挙げられ、厳冬期の朝に郊外との気温差が10度前後になることも珍しくない。
また、風上にある都市のヒートアイランドの影響を受けて、周辺の郊外部や遠い内陸部に高温化が及ぶことがある。典型的な例として、海陸風が内陸に及ぶ関東平野や濃尾平野が挙げられる。右表にもある通り熊谷市、前橋市、岐阜市では夏の最高気温が2 - 3℃上昇しており、上昇幅は東京や名古屋と同程度あるいは上回っている。なお、熊谷市や岐阜県多治見市では2007年8月16日に日本の観測史上最高気温を記録したが、このときはフェーン現象による影響が大きく、ヒートアイランドの寄与は熊谷市で1℃程度と解析されている。一方で、冬は都市部の方が気温の上昇幅が大きく、夏は南東・冬は北西と向きが変わる季節風の影響があると考えられる。
このほか、都市内にある公園や緑地は気温の上昇幅が小さい冷気だまり、いわゆる「クールアイランド」になることも分かっている。例えば皇居では夏の平均気温が周辺よりも約2℃低いという観測結果が発表されている。

## 影響について

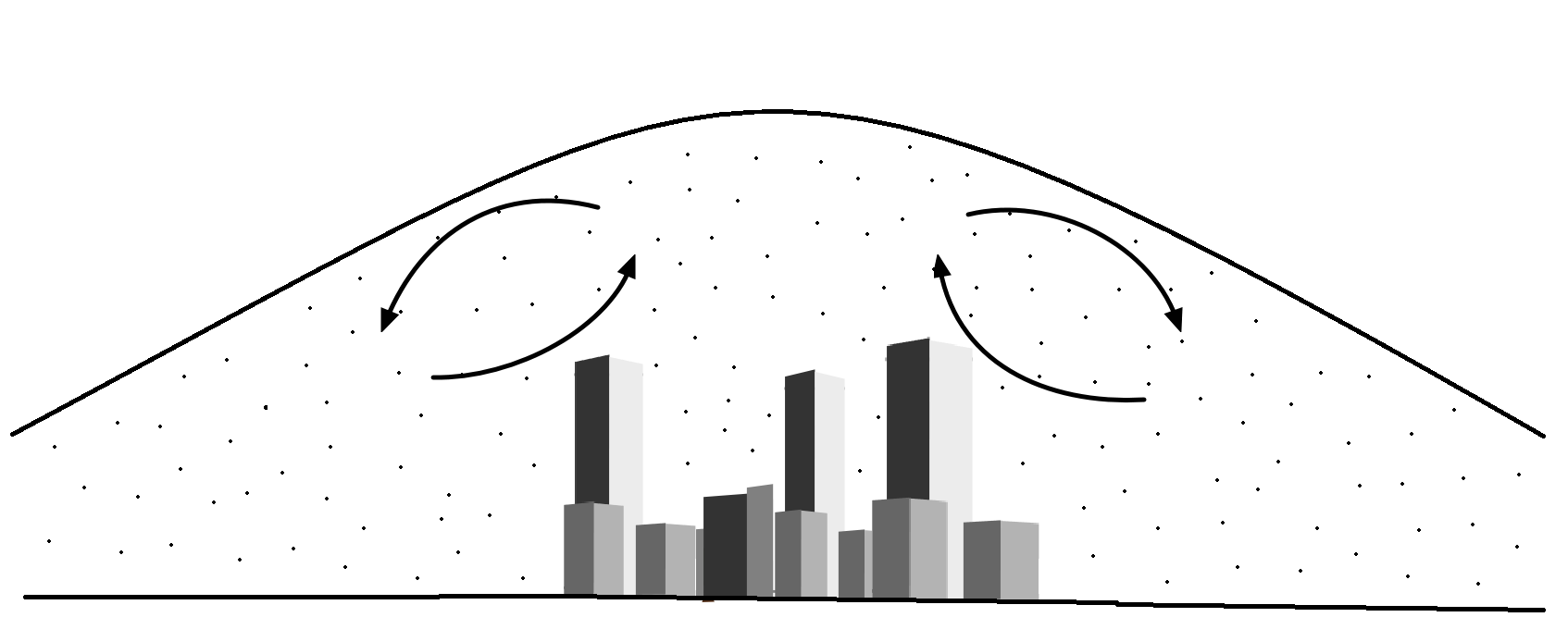
ヒートアイランドによる気温逆転層のため、都市では大気汚染物質がこのように滞留する

ヒートアイランドの主な影響を以下に挙げる。主なものとして熱中症の増大や大気汚染の悪化などが挙げられるが、エネルギー消費の面では冷房使用が増加する一方暖房使用が減少するという2つの側面がある。
夏季の高温による人体への影響
熱中症の危険性増大
真夏日・夏日・熱帯夜の日数が増加するほど、熱中症による救急搬送者数や死亡者数は増加する。一例として東京都内の熱中症による年間救急搬送者数は、1980年代後半は150人前後だったものが1990年代後半に300人前後に倍増、2000年代には500人以上を推移し、年によっては1,000人以上にのぼる。なお、年齢別では子供や高齢者が多い傾向にあり、高齢者は室内で熱中症となり救急搬送される例も少なくない。ただし、こうした影響のインパクトは都市の緯度によって異なる。アメリカでは、ニューヨークやシカゴなど高緯度の都市では高温と死亡率に有意な相関が認められる一方、マイアミなど低緯度の都市では相関性が低いという報告がある。
不快感の増大
環境省の2009年の調査によれば、夜間の気温（最低気温）が高くなるほど睡眠中に目覚める人が多くなる傾向にあり、睡眠の質を悪化させたり冷房使用の増大を招くといった影響が考えられる。
エネルギー消費の増加
夏季は気温が高くなるほど、冷房を中心とした電力需要が増加する。2002年時点のデータによると、東京電力管内では夏季（梅雨明けから9月初めまで）の気温が1℃上昇すると電力需要は約166万kwh増加する（この値を「気温感応度」という）とされ、これをピーク追従に適した火力発電とすれば二酸化炭素排出量が593トン増加、この規模の発電設備を増設すると石油火力発電では3,000億円以上のコストになるという。なお、先のデータは14時頃のものだが気温感応度は時間帯により変化し、例えば東京23区では20時頃が最も気温感応度が高く14時頃の1.5倍ほどある一方、3-8時頃は14時ごろの半分程度というデータがある。また、冷房は屋外への排熱を伴うため、ヒートアイランドに拍車を掛ける面もある。なお、冷房普及に伴い、年間を通してみた電力需要の中で夏季のピークは年々先鋭化（夏季と春季・秋季の差が拡大）する傾向にある。
なお、冬季は気温が高くなるほど、暖房需要が減少する。いくつかの研究報告によれば、気温上昇がエネルギーの年間消費量を減少させる都市もあれば増加させる都市もある。特に緯度が高い寒冷な都市ほど暖房需要の比率が高いため減少傾向が強まるほか、小さなスケールでは建物の用途による差も大きい。一般的には、冷房よりも暖房の方がエネルギー消費量は大きい一方で、都心部には気温上昇に対するエネルギー消費増加率が高い商業地や業務建物が多いため、都心部に限ると気温上昇はエネルギー消費を増加させる傾向にある。こうした研究はヒートアイランドよりも規模が大きな地球温暖化を念頭に置いたものが多い点に留意する必要がある。
各都市での研究を見ると、札幌市や東京都はヒートアイランドにより年間エネルギー消費量が削減されるとの報告がある。全域で気温が1℃上昇したと仮定して行われた大阪府における研究では、大阪市内では冬季の暖房用ガス・灯油使用に伴う消費エネルギー減少量よりも夏季の冷房用電力使用に伴う消費エネルギー増加量の方が多い一方、大阪市以外の府内では冬季の暖房用消費エネルギー減少量の方が多く、府全体では減少量の方が多いという結果が得られている。
大気汚染への影響
夏季は都市内部から光化学オキシダントや粒子状物質が排出・生成されて大気汚染が発生するが、ヒートアイランドは昼夜交代に伴う海陸風の移動を遅くし、風が弱い場所や風が収束する場所を作り出して空気を滞留させ、これらの汚染を悪化させる。都市の風下にあたる内陸部ではこの影響で周辺の郊外に比べて光化学オキシダントの濃度が高い傾向にある。
また冬季も都市内部から大気汚染が発生するが、ヒートアイランドは夜間生じる気温逆転層の下に都市混合層を作り出し、ドーム状の混合層の中で空気を滞留させ、同じく汚染を悪化させる。
生物への影響
生物季節の変化
桜の開花の早期化など。1989年大阪市でのソメイヨシノの開花時期調査では、低温だったことによる影響もあるが、市街中心部と大阪湾沿岸で1週間もの差が生じたという例がある。ただし、高温化により必ずしも開花が早まるわけではなく、冬に一定期間低温に曝される必要がある植物では、高温化が一定以上進むと逆に遅くなったり開花しなくなったりするものもある。落葉樹に多い傾向があり、サクラやナシなどで高温化により開花が遅くなったという報告がある。
越冬害虫の増加
ヒートアイランドによる「亜熱帯化」が病原菌などを媒介する生物の生息北限を北上させることが懸念されている。マラリアを媒介するハマダラカなどが挙げられる。このほか、緩和策に関する問題として、水を用いた冷却が多用された場合に暖かい排水が河川や海に流れ込んで水温を上昇させ、水中の生態系に影響を与えることも懸念されている。
水棲生物への影響
日本では報告が無いが、アメリカでは浸透性が低く高温になった舗装道路に雨が降り、これが排水され川の水が高温となって水棲生物に悪影響をもたらすことが報告されている。アイオワ州シーダーラピッズでは2001年8月に雨により小川の水温が1時間に10度以上上昇し、魚が死んでしまった例がある。
集中豪雨などの変化
ヒートアイランドの領域と重なるように風の収束帯が観測されていて、これが積乱雲を発達させる要因の1つとなり都市に雷雨をもたらすメカニズムがあることが報告されている。大気汚染に伴う大気エアロゾル粒子の滞留や、水平の風が高層建築物にぶつかって生じる上昇気流も、積乱雲を発達させる要因とする研究がある。東京の観測開始以来約120年間の降水量を分析した気象研究所と東京管区気象台の研究によれば、夏の夕方（6-8月の17-23時）の降水量は100年当たり50%の割合の増加に対し、他の季節や時間帯では30%未満の増加にとどまっている。1980-2010年頃の30年間では夏の夕方に限って東京都心は周辺地域よりも30%以上降水量が多いのに対し他の季節や時間帯では大差無いなど、ヒートアイランドが東京都心で集中豪雨を増加させている可能性があるという。
水資源
気温の上昇による需要増加。東京では、最高気温が1℃上昇すると年平均で0.7%、夏に限ると1%、水道使用量が増加するというデータがある。
乾燥化
湿度の低下、乾燥化が起きる。都市化の進んだ都市と都市化の影響が比較的小さいとみられるその他の都市を比較すると、都市化率の高い都市の平均相対湿度の低下率は、その他の地域よりも低下率がよりも大きいことが分かった。この関係は、都市の気温の変化傾向と整合している。
その他
夏の午後を中心として、東京都心を囲む環状八号線に沿って「環八雲」と呼ばれる積雲の列ができる事が知られている。環八雲の生成には、ヒートアイランドによる都市での上昇気流も寄与しているという報告がある。
ヒートアイランドの悪影響に関する認識として、日本では暑熱化、特に夏の気温上昇による影響が大きいものと認識されている。一方、ヨーロッパの内陸の都市では、夏の高温よりも冬を中心とした大気汚染の悪化が大きいものとして認識されている。これは、日本の大都市の多くは海岸沿いにあって風が入りやすく大気汚染物質の拡散条件が良いのに対し、ヨーロッパなど大陸部の内陸にある都市は風が比較的弱く、冬はそれが顕著になるためである。

## 原因

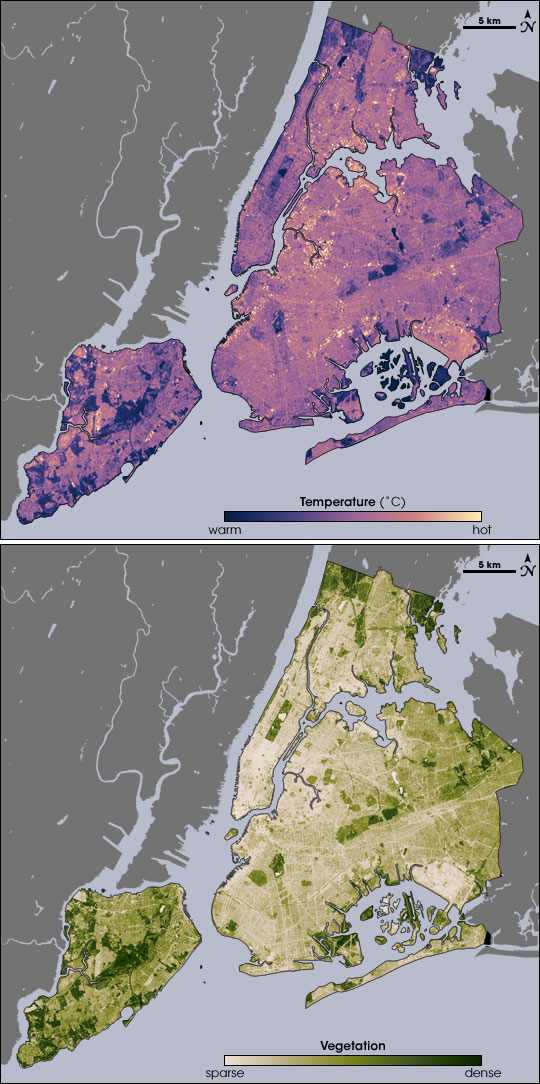
ランドサット衛星の赤外線センサによる2002年8月14日のニューヨークの地表温度（上）と緑地（下）の分布。紫色が濃いほど温度は低く、緑色が濃いほど緑被率が高い。土地利用や地形と温度が密接に関わっていることが分かる。

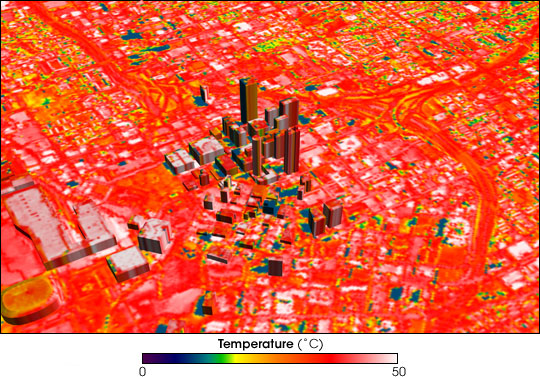
アトランタ中心部の地表温度を示すリモートセンシング画像。この日の最高気温は27℃だったが、地表温度は最高で48℃に達している。

端的には都市化に伴う環境の変化が要因であるが、その中でも、地表の被覆の人工物化、人工排熱の増加、都市の高密度化の3つが大きなものとして挙げられる。
人工排熱は大気を暖める要因の約５割を占め、人工排熱のうち建物や事業所からの排熱が約６割、自動車からの排熱が約４割を占める。
関東地方における要因別のヒートアイランドへの寄与度を推定した気象庁の都市気候モデルによるシミュレーションでは、土地利用の変化が+2℃程度、建築物の効果が+1℃程度とそれぞれ大きな割合を占める一方、排熱による効果は無視できるほど小さくはないが局所的なものに限られるという。

### 地表の被覆の人工物化
もともと土や植物で覆われていたところに建物ができたり道路などとして舗装されたりすると、熱特性が変わってしまう。土や植物は蒸発・蒸散（蒸発散）を通して潜熱として熱を放出する（熱の一部が水の状態変化に使われるため温度変化が緩やかになる）ため日射による加熱を抑える働きがあるが、人工物化によりこれが失われる。また、人工物化により光の乱反射が増加する一方反射率が低下し、対流に伴う顕熱輸送（熱伝達）や赤外線の放射（熱放射）を通して大気を暖める。特に、アスファルトやコンクリートは比熱容量が大きいため、昼間に熱を蓄えて夜間に放出することで夜の気温上昇を招く。また、大気汚染に伴う大気エアロゾル粒子も熱の移動に関係していると考えられている。
人工物化で注目される点がいくつかある。
- 多くの都市では、都市化により農地や樹林地・草地が開発されて減少する。一方で公園が整備されたり、都市内に保存的に緑地が設けられたりする。これにより、緑地率の数字自体は大きく低下しないように見える事があるが、公園内には舗装や人工物があったり低木が多かったり緑地の「ボリューム」が小さいものもあり、ヒートアイランドを考える上では考慮が必要である[参 10]。
- 建築物の材質変化の影響も指摘されている。日本では、建築物に占める木造の割合が低下しているのに対して、熱容量が大きいRC造など非木造の割合が上昇している[参 10]。
- 河川護岸のコンクリート化、建物敷地内の不透水化も気温を上昇させる[参 10]。

なお、アスファルト上やビルの壁面に近いところに人が立っている場合、それらから受ける放射熱（輻射熱）により、体感温度は実際の気温よりも高く感じられる事があると考えられている。
東京23区の500 mメッシュのデータ（東京都市計画GIS、2002年）では、区域のほとんどが人工被覆80 %以上であり、その中で荒川流域、新宿御苑、明治神宮、上野公園、皇居などが人工被覆の低い地域となっている。また名古屋市のデータ（名古屋市環境保全局、1996年）では、湾岸部から北区まで中心部はほぼ人工被覆75 %以上が連続している。

### 排熱の増加
排熱源としては、排気による直接放出や冷却水を通した間接放出など工業生産に関係するもののほか、自動車、空調機器、照明器具、情報機器などが挙げられる。工業関係は1点から大量に放出される「点源」、自動車は線状に分布する「線源」、空調などはばらばらに分布する「面源」と呼ばれる。省エネルギー化により個々の排熱量は削減される傾向にある一方、人口増加、産業の発展、機器の普及が全体の排熱量を押し上げているという問題がある。
東京23区の人工排熱のデータ（環境省推計、2002年）では、1日のうちでは早朝が最小、昼に最多となり夜の22時頃にも昼の半分程度の排熱があると見られる。昼には、日射の4分の1に相当する250W/m2以上の区域が大手町から霞ヶ関付近、渋谷、新宿、池袋の各地に分布している。また名古屋市のデータ（名古屋市環境保全局、1996年）では、中区や東区の中心市街地や港区東部の工業地帯に排熱の多い地域が分布している。

### 都市の高密度化と気象の影響
建物の高密度化や高層化が進むと、地上から空を見上げた時の空の割合（天空率）が低下し、夜間の放射冷却が弱まって気温の低下が緩やかになる。例えば環境省の2013年の推定によると、各都市の建物の高さは東京23区や大阪市で50年間で約3倍、名古屋市や福岡市で同2倍ほどになっている。
ただし、人工物や排熱の分布がそのまま気温に反映されるわけではなく、ヒートアイランドの分布にはより大きなスケールの気象が影響を及ぼす。例えば、海陸風の働きによる暖められた大気の運搬、地形や河川の配置によりできる「風の道」に沿う冷たい大気の運搬などの要因がある。
東京付近とその北方に広がる関東平野では、元来他の地域よりも広範囲に海風が及ぶとされるが、人工被覆や排熱の多い東京都心を通過した風が東京の北方に熱を運搬することが指摘され、実際に高温が観測される傾向がある。名古屋とその北方に広がる濃尾平野では、他の地域よりも海風が弱い傾向があり、風下にあり名古屋から比較的近距離に位置する多治見市や岐阜市などが高温となる傾向がある。
中層建築物や高層建築物が地上付近の風通しを阻害して、熱の拡散や建物内の換気を弱める場合があると考えられていて、東京湾岸の高層ビル群は俗に「東京ウォール」などと呼ばれる場合がある。例えば、国土技術政策総合研究所が地球シミュレータを用いて行ったシミュレーションでは、汐留の高層ビル群がある場合とない場合では風下の新橋付近の風通しが異なるという結果が出ている。

## 緩和策

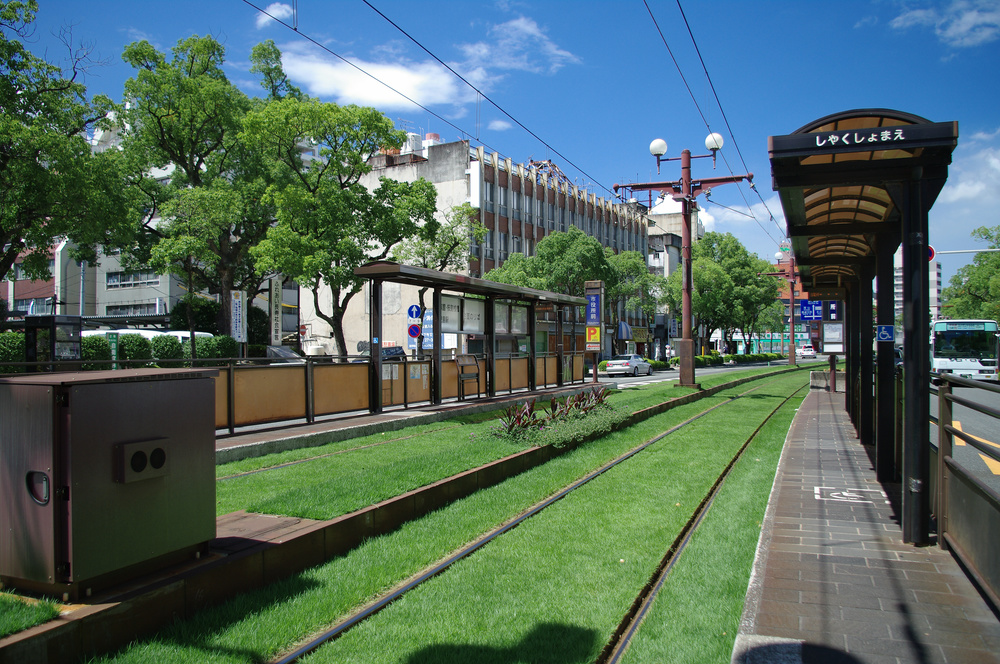
路面電車の軌道敷に芝生を敷き詰めた例（鹿児島市電）

太陽光の吸収を減らす、排熱を減らす、冷却効果を高めるといったことを目的に緩和策が採られる。以下のように分類できる。
- 緑化[参 19]
  - 建築物の緑化（屋上緑化、屋上庭園、壁面緑化=緑のカーテン）[参 19]。東京都や兵庫県においては条例によって一定の条件下で屋上の緑化が義務付けられている。また多くの都市で助成金が出る。
  - 街路樹などによる道路の緑化[参 19]。
  - 住宅敷地内の緑化[参 19]。
  - 公園の保全や整備[参 19]。
  - 路面電車の軌道敷の芝生等による緑化。鹿児島市や高知市で実証実験が行われ、軌道敷内の気温が最大10℃程度低下したと報告されている[21]「緑化軌道」「芝生軌道」とも呼ばれている。
- 建築物外部・構造物表面の反射率対策。外壁、屋根、構造物表面などの淡色化、高反射性素材の採用など[参 19]。
  - アメリカでは都市の高温化の原因として「屋根の暗色化」を強調する向きもあり、屋根の色を淡色に変えたり反射率の高い素材にしたりする「クールルーフ (cool roof)」が推奨されている[22]。
  - 建物の屋上を白く塗ることは、屋上の緑化よりもヒートアイランドに対する効果を期待できる。ロンドンで実施された大規模介入実験では、反射性ホワイト塗料で塗った屋根はその建物だけでなく、周囲の気温上昇をも抑える効果があった。屋上緑化は白く塗るよりも直接的な効果は低いが、日射量のピークが過ぎてから、温まった建物が熱放散して15時くらいに気温が上がる時に効果は出る [23] [24]。
  - イギリスのロンドンでは、「クールルーフ」で夏場の猛暑を約0.8°C下げることができ、ロンドン猛暑災害（2018年）の熱中症死者786人を3割ほど減らせたと計算している [25]。
- 建築物の断熱化による室内環境の快適化。建築方式としては内断熱と外断熱がある[参 19]。躯体への断熱材設置や遮熱塗装のほか、高断熱ガラスの設置などがある。
- 建築物外部の保水化。潜熱冷却を用いる保水性素材の採用など[参 19]。
- 道路舗装の対策。透水性舗装・保水性舗装・遮熱性舗装の採用などがある[参 19]。2020年に日本生気象学会雑誌に発表れた論文によると、遮熱性、保水性、密粒、透水性のアスファルト舗装と芝生の5種類を比較した場合、最も表面温度が低かったのが芝生であり、次に遮熱性舗装で、僅差で保水性舗装が続いき、密粒と透水性の表面温度はいずれも高い結果となった。一方で歩行者への体感影響については、芝生が最も影響が低く、次いで保水性舗装であり最も影響が大きいのが遮熱性舗装であった。このことから芝生がこの中で最も気温の上昇を抑えること言える、しかし芝生を道路の舗装に利用困難である、そのため、表面温度と体感影響のバランスがいい保水性舗装が優れていると言える[26]。
- 排熱の抑制
  - OA機器や家電機器の高効率化[参 19]
  - 空調設備や熱源設備の高効率化、メンテナンス[参 19]。地域冷暖房などもある。
  - 河川水・海水・地下水の利用[参 19]、地中熱の利用
- 排熱の利用[参 19]。コジェネレーションやコンバインドサイクル発電など。
- 太陽熱・太陽光の利用[参 19]。
- 交通・輸送対策。交通マネジメント、エコカーの採用[参 19]、公共交通機関への移行やモーダルシフトなど。
- 水辺の整備。暗渠の開渠化（清流復活事業）など[参 19]。
- 建築物の配置や土地利用の改善。水上や郊外から涼しい空気が都心に流れやすいようにする「風の道」や「水の道」の確保[参 20]。フライブルク[参 13]、シュトゥットガルト[27]や、ベルリンのポツダマープラッツ周辺再開発に伴う事例が有名。
  - シュトゥットガルトの事例では、都市計画の段階から気象・気候の専門家を交えて計画を策定し、市街がネッカー川を底部とする盆地に位置していることを利用して、冷気源になる郊外の丘陵地帯の緑地を保全するとともに、そこと都心をつなぐ風の道をつくるために、公園などの配置をコントロールし建物の高さや間隔を制限している[27]。
  - 雨庭[28]。
- 散水
  - 打ち水。局所的には数℃の気温低下の効果が得られるが、通常の散水量で都市全体で行ったとしても、ヒートアイランドを緩和するために必要な冷却水量には到底及ばず、効果を得ることは難しいという研究報告がある[29]。
  - ミスト散布（ドライミスト等）[参 21]。
- 省エネルギー、資源の有効利用。エネルギーのカスケード利用、循環型社会など[参 19]。
- グリーンインフラの整備

「風の道」や「水の道」においてしばしば引き合いに出されるドイツのフライブルク、シュトゥットガルトなどの事例は、日本とは少し事情が異なる。ヨーロッパの内陸都市では、沿岸よりも風が弱く、特に冬を中心に都市を覆う大気汚染物質の"ドーム"が発達し、これによる大気汚染がヒートアイランドの一番の悪影響とされている。夏の暑さはふつう日本よりも穏やかなため、夏の高温化による影響は日本ほど強くは認識されておらず、2003年の熱波(英語版)のような猛暑は例外的なものと捉えられているという。そのため、「風の道」の構築にあたっては風通しを良くして汚染物質を拡散させることを重点に置き、冷却効果は副次的なものとされている。

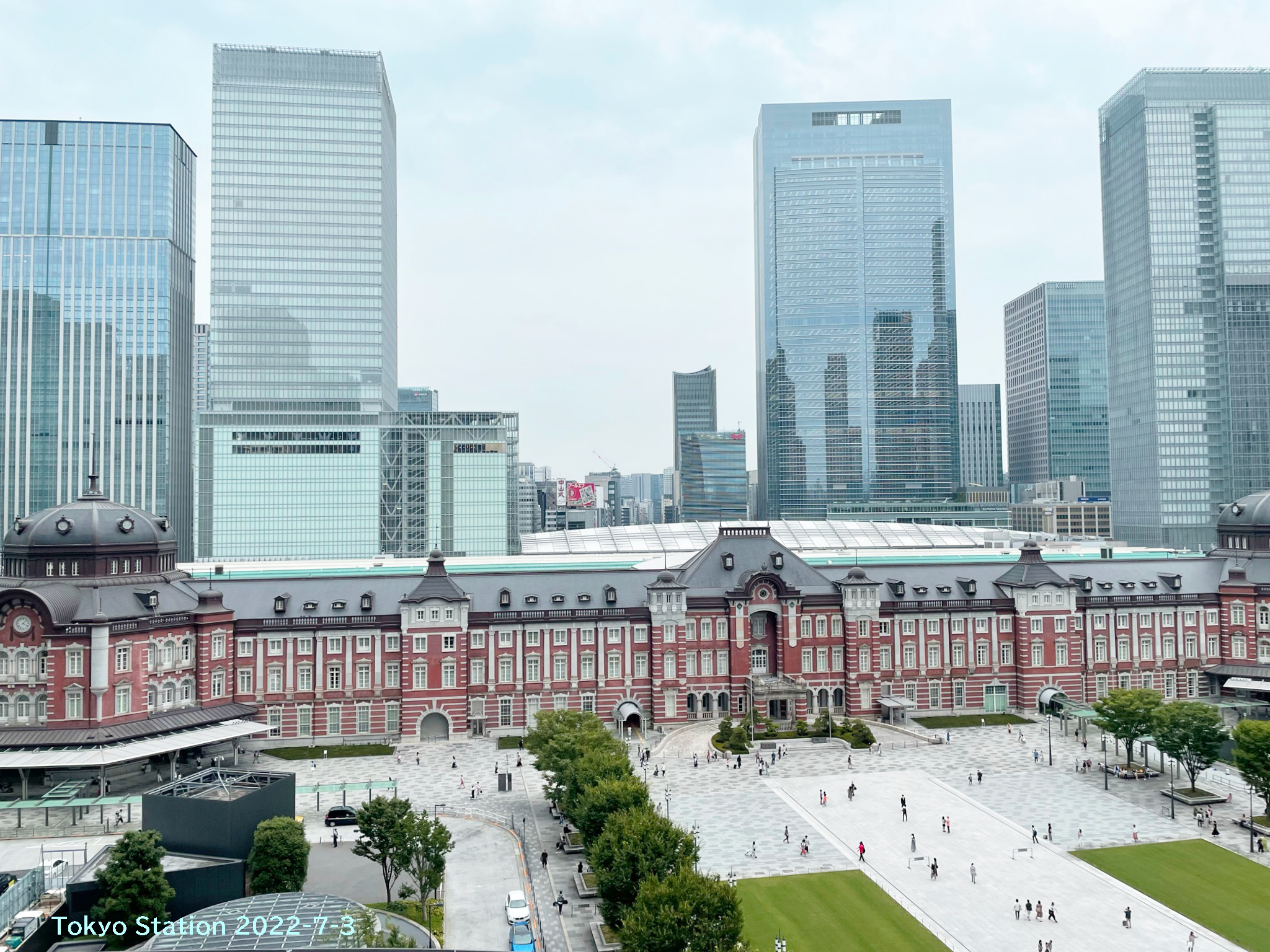
東京駅周辺の景観(2022年)。八重洲口の再開発で旧・鉄道会館ビルが取り壊され、間隔をとってグラントウキョウのツインタワーが建てられたことにより、写真奥の八重洲から手前の丸の内へ「風の道」ができた。

ヒートアイランド現象は都市化と密接に関わっており、都市の中でポツポツと散発的な対策を行うだけでは抜本的対策にはならないと言われていて、効果的な対策には都市計画を巻き込んだ様々な視点からの見直しが必要となる。日本では、2005年に政府がヒートアイランドや地球温暖化対策とまちづくりを一体的に考えるモデル地域13地域を選定し、各地域で計画を進めている。主なものとして、大崎駅西口再開発、東京駅八重洲口再開発（丸の内への「風の道」復活）などがある。ただしこのような大規模な事業は費用が大きく弊害も大きいため、合意形成や費用分担も難しく、建て替えや再開発等の機会を利用して行われることが多い。
こうした対策を補助するものとして都市環境気候図がある。これは、都市における気温、気流、土地利用、排熱、人口などの分布を一般的な気候図よりも詳細な街区レベルで示したもので、これを元にヒートアイランドの様相を分析し、どのような対策が有効なのかを推定することができる。
建築物の建造や管理における環境影響評価の指標として日本には「CASBEE」という制度があるが、これを拡張してヒートアイランドに特化させたものとして「CASBEE-HI（ヒートアイランド）」という制度がある。敷地内における熱環境や緑化、敷地外に影響を与える反射や排熱、風通し、日陰の形成などを総合的に数値化して評価するもの。アメリカの「LEED」や「Green Globes」などもヒートアイランド対策を組み込んでいる。
また、多くの緩和策は地球温暖化の緩和策とも共通し、ヒートアイランド対策が地球温暖化対策として（逆もまた同じ）効果を発揮することもある。

## 遠隔地への影響
ヒートアイランドの影響が及ぶのは、都市とその周辺に限られると考えられている。しかし、都市から数千km離れた地域で気温を上昇させる可能性を指摘する研究報告もある。カリフォルニア大学 スクリップス海洋研究所のガン・チャン(Guang Zhang)らのチームがアメリカ大気研究センターのデータをもとに作成した大気モデルでのシミュレーションでは、北半球の主要都市からの熱によりカナダ北部やシベリアで0.8-1℃程度気温が上昇するという結果が出ている。北半球の86大都市圏は地球表面の1.27%の面積でありながら世界全体の42%に相当する6.7TWのエネルギーを消費していることから、同チームは世界の一部地域で見られる地球温暖化予測モデルの推定を上回るペースでの高温化の原因ではないかとする見解を発表している。

## 地球温暖化への寄与度
ヒートアイランドによる都市の高温化は、僅かではあるものの、地球温暖化に寄与していると考えられている。
以下に、これまでに報告された研究結果を列挙する。
- 2007年のIPCC第4次評価報告書では、地球の平均気温に対するヒートアイランドの寄与の値は、1900年以降、陸上では10年あたり0.006℃、海洋ではヒートアイランドはゼロなので、地球全体では10年に0.002℃だと報告している。これは、20世紀の間に約0.6℃のペースで上昇した平均気温に対して3%程度寄与していることを意味する[37]。
- スタンフォード大学のヤコブソンらによる2011年の報告では、ヒートアイランドの寄与は産業革命以降の温暖化の2～4%程度と推定されている[38] 。
- 2020年東京工科大学の江頭教授の計算では、人工排熱の起因は4%程度という結果になっている[39]。

### 個別出典
1. 1 2 3  榊原保志、北原祐一「日本の諸都市における人口とヒートアイランド強度の関係 (PDF) 」、日本気象学会、『天気』50巻8号、625-633頁、2003年8月
2. ↑  “ヒートアイランド監視報告”.   気象庁 (2013年7月). 2024年8月25日閲覧。
3. 1 2  日本学術会議 社会環境工学研究連絡委員会 ヒートアイランド現象専門委員会「ヒートアイランド現象の解明に当たって建築・都市環境学からの提言 (PDF) 」、2003年7月15日
4. 1 2  足永靖信「都心のヒートアイランド現象について (PDF) 」、独立行政法人建築研究所、2006年7月13日
5. 1 2  三上岳彦 「都市ヒートアイランド研究の最新動向－東京の事例を中心に－」、『E-journal GEO』1巻2号、79-88頁、2006年 doi:10.4157/ejgeo.1.79
6. ↑  三上岳彦、大和広明、広域METROS研究会 「広域METROSによる首都圏高密度気温観測とその都市気候学的意義」、『地学雑誌』120号、317-324頁、2011年 doi:10.5026/jgeography.120.317
7. 1 2  Hashem Akbari, et al."Cool Colored Roofs to Save Energy and Improve Air Quality", Lawrence Berkeley National Laboratory, 2005年8月23日, 3頁
8. 1 2  「暑くなる東京」、東京都環境局、2013年7月28日閲覧
9. ↑  榊原保志「長野県小布施町におけるヒートアイランド強度と郊外の土地被覆との関係 (PDF) 」、日本気象学会、『天気』46巻9号、567-575頁、1999年9月, NAID 110001814166
10. ↑  “この国は壊れはじめている「千年猛暑」異常気象はまだまだ続く”.  週刊現代 (2019年8月27日). 2019年8月10日閲覧。
11. ↑  「過去の気象データ検索 年ごとの値 東京 詳細（気温・蒸気圧・湿度）」、気象庁、2013年9月4日閲覧
12. ↑  「皇居におけるクールアイランド効果の観測結果について」、環境省 報道発表資料、2006年10月6日付
13. ↑  Robert E. Davis, Paul C. Knappenberger, Patrick J. Michaels, and Wendy M. Novicoff (2003-11). “Changing heat-related mortality in the United States”. Environmental Health Perspectives 111 (14):  1712–1718. PMC 1241712. PMID 14594620.
14. ↑  “寒冷都市（札幌）におけるヒートアイランドによるエネルギー消費削減に関する研究”.  早稲田大学尾島研究室. 2014年2月23日閲覧。
15. ↑  Paul A. Tipler and Gene Mosca (2007). Physics for Scientists and Engineers. Macmillan. p. 686. ISBN 978-1-4292-0124-7 2011年1月14日閲覧。
16. ↑  “Urban Climate – Climate Study and UHI”.   United States Environmental Protection Agency (2009年2月9日). 2009年6月18日閲覧。
17. ↑  “乾燥化は都市化の影響によるものですか？”.   気象庁. 2021年4月24日閲覧。
18. ↑  糸賀勝美、甲斐憲次「環八雲の発生条件に関する気候学的研究 (PDF) 」、日本気象学会 、『1995年春季大会講演予稿集』D-304（27-34頁）、1995年
19. 1 2  一ノ瀬俊明「都市計画のための気候解析」、国立環境研究所、『国立環境研究所ニュース』19巻6号、2001年2月
20. ↑  “New York City Temperature and Vegetation”. Earth Observatory.   NASA. 2023年4月5日閲覧。
21. ↑  「既成市街地における水と緑のネットワークの保全・再生・創出のための施策カタログ（案）H20.3版 §3-1 道路緑 (PDF) 」、17-18頁、国土交通省 都市・地域整備局、2008年3月
22. ↑  “Comprehensive Cool Roof Guide from the Vinyl Roofing Division of the Chemical Fabrics and Film Association”. 2013年8月16日閲覧。
23. ↑  “London modelling shows ‘cool roofs’ best at beating heat”. 2024年7月5日閲覧。
24. ↑  “Cool Roofs Could Be Most Effective at Reducing Outdoor Urban Temperatures in London (United Kingdom) Compared With Other Roof Top and Vegetation Interventions: A Mesoscale Urban Climate Modeling Study”. 2024年7月4日閲覧。
25. ↑  “Cool roofs could have saved lives during London’s hottest summer”. 2024年10月1日閲覧。
26. ↑  長野 和雄、志村 恭子、三嶋 真名美、井上 司、桐山 和也、須藤 美音、堀越 哲美「各種アスファルト道路舗装材が歩行者の熱ストレスに及ぼす影響」『日本生気象学会雑誌』第57巻第2号、日本生気象学会、2020年、81-94頁、doi:10.11227/seikisho.57.81。
27. 1 2 3  一ノ瀬俊明「シュトゥットガルトにおける「風の道」 : 都市計画で都市気候を制御する試み (PDF) 」、日本気象学会、『天気 40巻9号、691-693頁、1993年9月
28. ↑  “京都市情報館”. 2023年9月14日閲覧。
29. ↑  平野勇二郎、一ノ瀬俊明、井村秀文、白木洋平「打ち水によるヒートアイランド緩和効果のシミュレーション評価 (PDF) 」、土木学会『水工学論文集』53巻、307-312頁、2009年2月
30. ↑  “自然資源を生かした環境都市づくり―「風の道」で東京を冷やす　増田幸宏　准教授”.   早稲田大学高等研究所 (2009年9月2日). 2022年7月4日閲覧。
31. ↑  “4．地球シミュレータによるシミュレーション技術の開発”.   国土交通省国土技術政策総合研究所. 2022年7月4日閲覧。
32. ↑  「大崎駅西口地区の「大崎の森」によるヒートアイランド現象抑制効果の分析 (PDF) 」環境省、2013年7月28日閲覧
33. ↑  「CASBEE-HI（ヒートアイランド）の概要」、建築環境・省エネルギー機構、2013年8月12日閲覧
34. ↑  “LEED 2009 for New Construction and Major Renovations Rating System”.   US Green Building Council (2008年11月). 2010年8月17日閲覧。
35. ↑  “Green Globes”. 2011年7月27日閲覧。
36. 1 2  ナショナルジオグラフィックニュース　都市部の熱、北半球の気温に影響
37. 1 2  Kevin E. Trenberth, Philip D. Jones, Peter Ambenje, Roxana Bojariu, David Easterling, Albert Klein Tank, David Parker, Fatemeh Rahimzadeh, James A. Renwick, Matilde Rusticucci, Brian Soden, and Panmao Zhai (2007年). “IPCC Fourth Assessment Report - Chapter 3 - Observations: Surface and Atmospheric Climate Change”.   Intergovernmental Panel on Climate Change. p. 244. 2009年6月27日閲覧。
38. ↑  Urban 'Heat Island' Effect Is a Small Part of Global Warming; White Roofs Don't Reduce It, Researchers Find, Science Daily, Oct. 20, 2011（解説記事）、Mark Z. Jacobson, John E. Ten Hoeve. Effects of Urban Surfaces and White Roofs on Global and Regional Climate. Journal of Climate, 2011, 111010073447000, DOI:10.1175/JCLI-D-11-00032.1（原論文）
39. ↑  “温暖化への人工排熱の寄与はどの程度か？(江頭教授)”.   東京工科大学. 2021年5月15日閲覧。